# Milton (Kentucky)
Milton – miasto w Stanach Zjednoczonych, w stanie Kentucky, w hrabstwie Trimble.